# Diplotaxis brevisiliqua
Diplotaxis brevisiliqua är en korsblommig växtart som först beskrevs av Ernest Saint-Charles Cosson, och fick sitt nu gällande namn av Mart.-laborde. Diplotaxis brevisiliqua ingår i släktet mursenaper, och familjen korsblommiga växter. Inga underarter finns listade i Catalogue of Life.